# Moto Bimm
Moto Bimm fou una empresa italiana fabricant de motocicletes que tingué activitat des de finals de la dècada del 1960 fins al 1985. Fundada a Prato per Josè Becocci, un mecànic i afinador de motos, Moto Bimm es va reanomenar posteriorment Bimotor, tot i que va mantenir l'antic nom com a marca comercial.

## Història

### Els primers anys
L'empresa es va establir inicialment a la via Pistoiese de Prato i aviat es va traslladar al llogarret de Santorezzo di Montemurlo. Tal com era habitual a l'època entre molts fabricants, Bimm feia servir motors dissenyats de forma personalitzada per fabricants com ara Minarelli i altres components externs (apartat elèctric d'Aprilia, bugies Lodge, etc.), mentre que els bastidors i la mecànica eren quasi sempre dissenys propis.
El 1969, la recentment constituïda Moto Bimm es va encarregar de l'homologació de les primeres motos produïdes per Moto Gori (les quals van ser venudes sota la marca Gori-Bimm) i les va presentar al Saló de Milà d'aquell any. Aquelles motocicletes van obtenir èxits en curses de motocròs i van contribuir a popularitzar ambdues marques. També al 1969, Bimm va obtenir la victòria a la cursa Camucia-Cortona amb Andrea Fornaro de pilot. A finals d'any, la marca comercialitzava un total de 18 models, entre els quals els ciclomotors de tipus tubular, com ara l'EZM, amb rodes de 16" i els de motocròs, com ara el "cross".

### La dècada del 1970
A començaments de la dècada del 1970 l'empresa va canviar el seu nom a "Bimotor", per bé que "Moto Bimm" va romandre com a l'únic amb què identificava els seus productes. El canvi de raó social es va produir pel fet que un dels propietaris, Andrea Becocci, havia decidit fundar la seva pròpia empresa, AIM ("Assemblaggio Italiano Motocicli"), amb seu també a Prato.
El 1971, Bimm oferia un total de 24 models diferents. Aquell any, la marca va obtenir la primera victòria al Campionat d'Italià de pujades de muntanya a la classe 50cc per mitjà de Franco Ravagli. Els models de ciclomotor Bimm de referència a l'època eren la P6 Sport, de carretera, i les versions de "motocròs" P/4 i P/6.
El 1972 es va ampliar definitivament la seu de Bimm amb uns nous magatzems situats a la zona industrial que creixia entre la Via Siena i la Via Bisenzio de Montemurlo. L'any següent, l'empresa va renovar la seva imatge corporativa tot adoptant el nom "Bimotor Industria Ciclomotori" i redissenyant el logotip, mentre que els ciclomotors continuaren duent la històrica marca "Moto Bimm".
El 1974, la companyia va rebre el premi "Mercurio d'oro - oscar europeo". Durant la segona meitat de la dècada la producció va arribar al zenit, amb la fabricació l'any 1976 de vint mil unitats, el rècord de producció anual de l'empresa. Malauradament, el 1977 Bimm va iniciar una etapa de decadència després que la família propietària fos objecte d'un intent d'extorsió amb la col·locació d'un paquet de tres quilos de TNT davant de la casa del fundador. El 1978, la marca va guanyar el seu darrer trofeu: el campionat d'Itàlia de motocròs en la cilindrada de 50cc.

### El tancament
A la dècada del 1980 l'empresa es va centrar en models en línia amb un nou públic d'usuaris de les petites 50cc: estudiants, treballadors i viatjants de comerç. Vehicles pensats per als desplaçaments urbans més que no pas per a rutes interurbanes com en dècades anteriors. Així, es van llançar i produir els models Fiesta, City i Soul juntament amb els clàssics models de motocròs (Cross Code i Cross Competition). També es va intentar satisfer la demanda dels nous "tuboni" (tipus Vespino), amb models com el Free.
Malgrat les importants inversions tècniques per millorar les tecnologies de producció (el 1976 es va crear un departament mecanogràfic i el 1983, una nova planta de pintura pròpia) Bimm va patir, com moltes altres empreses mitjanes i petites, la competència dels grans fabricants, afavorida per un públic que, en el sector dels 50cc, valorava els baixos costos i la facilitat per trobar recanvis. Combinat amb això, el poder de les modes, promocionades a través dels mitjans de comunicació amb campanyes publicitàries que només els grans grups es podien permetre, feia invisibles empreses com Bimm, que amb prou feines podien publicar anuncis en premsa. A més a més, s'havia acabat l'època del desenvolupament i de les curses privades de ciclomotors, un sector molt important per a Bimm, que no va poder entrar al de les motocicletes de carretera de 125 cc, l'única sortida a l'època.
Després d'una producció cada cop més enrarida i de la venda d'estocs, el 1985 Bimotor va cessar tota activitat en el sector de la moto, posant punt final a la marca Bimm.

### La seu històrica
Els magatzems de Bimotor es van fer servir fins al tombant del segle xx, aprofitant la seva capacitat i les característiques logístiques. En una part s'hi van realitzar treballs per compte de tercers (com ara la pintura de llums encastats per Targetti) i l'altra es va vendre. La part històrica de l'empresa, a la Via Bisenzio cantonada amb la Via Siena de Montemurlo (actual número 55), s'emprava per al subministrament de recanvis encara disponibles fins que es van exhaurir; a finals de la dècada del 1980 s'hi va crear també una empresa fabricant de bicicletes amb el nom de Bimm que muntava bicicletes de muntanya i de normals sota la marca Bartali, l'activitat de la qual va cessar el 2013 amb el trasllat a una altra ubicació.
Actualment, aquests magatzems històrics i l'entrada coronada pel logotip de "Bimotor" ja no existeixen, ja que foren enderrocats i substituïts per nous edificis. Les estructures de la part relativament més recent del complex, des dels números 39 fins al 53, es fan servir actualment per a altres funcions comercials i empresarials.

## Logotip
El logotip inicial de Bimm constava de les paraules "Moto" i "Bimm" superposades, en lletres majúscules i vermelles, col·locades dins d'una figura ovoide. Sobreposades, unes ales d'àguila estilitzades, en segments de color daurat. El text "ciclomotori", en lletres majúscules, es col·locava a l'espai inferior.
El 1973, l'any de la renovació de la imatge corporativa amb l'adopció del nom "Bimotor Industria Ciclomotori", el logotip es va redissenyar amb l'ús de cursives blaves seguides d'una línia contínua per sobre de la resta del nom; aquest nou logotip, col·locat en lletres grosses a l'entrada de la seu, s'imprimí a partir d'aleshores com a encapçalament als fullets publicitaris.

## Competició
Moto Bimm es va dedicar sobretot a les pujades de muntanya, amb les motos pintades de colors clarament identificables (groc i verd). El 1971 en va guanyar el campionat d'Itàlia amb Franco Ravagli i el 1972 amb Pierpaolo Bianchi. El 1978, Moto Bimm va guanyar el campionat d'Itàlia de motocròs de 50cc.